# Peripatetici
Peripatetici su bili učenici i članovi filozofske škole u staroj Grčkoj. Učenje se temeljilo na djelu grčkog filozofa Aristotela, a izraz peripatetik (грч. περιπατητικός) ime je koje su nosili njegovi sljedbenici. Naziv se odnosi na čin hodanja, a kao particip peripatetik se često prevodi kao „hodajući”, „šetajući” ili „lutajući”. Škola je ime dobila po peripatoima (kolonadama) liceja u Atini gdje su se članovi sretali, iako su kasnije legende naziv pripisivale Aristotelovoj navodnoj sklonosti da predaje hodajući.
Škola datira od oko 335. p. n. e., kada je Aristotel počeo predavati u liceju. To je bila neformalna institucija čiji su se članovi bavili filozofskim i naučnim promišljanjima. Aristotelovi nasljednici Teofrast i Straton nastavili su tradiciju filozofskih i naučnih teorija, ali je od sredine 3. vijeka p. n. e. škola počela slabiti i zamirati, sve do rimske ere kada je obnovljena. Kasniji su se članovi više bavili komentarisanjem Aristotelovih djela nego njihovom nadogradnjom, te je škola iščezla u 3. vijeku n. e., iako su tradiciju komentarisanja Aristotelovih djela nastavili neoplatonisti. Nakon pada Rimskog carstva djela peripatetičke škole su izgubljena za Zapad, ali su na Istoku uključena u ranu islamsku filozofiju, što će s vremenom igrati važnu ulogu u srednjovjekovnoj obnovi Aristotelovih doktrina u Evropi.
Peripatetička škola je bila poznata jednostavno kao peripatos.

## Literatura
- -{Wehrli, Fritz (ur.), Die Schule des Aristoteles. Texte und Kommentare. 10 volumes and 2 Supplements. Basel 1944–1959, 2. Edition 1967–1969.
  - I. Dikaiarchos (1944); II. Aristoxenos (1945); III. Klearchos (1948); IV. Demetrios von Phaleron (1949); V. Straton von Lampsakos (1950); VI. Lykon und Ariston von Keos (1952); VII: Herakleides Pontikos (1953); VIII. Eudemos von Rhodos (1955); IX. Phainias von Eresos, Chamaileon, Praxiphanes (1957); X. Hieronymos von Rhodos, Kritolaos und seine Schuler, Rückblick: Der Peripatos in vorchlisticher Zeit; Register (1959); Supplement I: Hermippos der Kallimacheer (1974); Supplement II: Sotio (1978)}-

## Spoljašnje veze
Mediji vezani za članak Peripatetici na Vikimedijinoj ostavi